# Triosonaten für Orgel (Bach)
Sechs Triosonaten für Orgel (BWV 525 – BWV 530) von Johann Sebastian Bach stehen am Beginn einer vom Komponisten 1727 angelegten Sammelhandschrift mit Orgelmusik. Später fügte ihr Bach noch die „Achtzehn Choräle“ und die Kanonischen Veränderungen über Vom Himmel Hoch zu. Das Wort „Triosonate“ bedeutet hier, dass die beiden Manuale und das Pedal unabhängig und rein einstimmig geführt sind, was satztechnisch eine erhebliche Aufgabe darstellt. Einen gemeinsamen Titel hat Bach nicht verwendet, die einzelnen Sonaten sind jeweils überschrieben mit „Sonata à 2 Clav. e Pedal di J. S. Bach“.

## Entstehung
Die Triosonaten sind 1727 bis 1732 entstanden; dem Bachbiographen Johann Nikolaus Forkel zufolge hat Bach sie als Unterrichtsmaterial für seinen ältesten Sohn Wilhelm Friedemann Bach geschrieben. Da ein Satz der vierten Sonate auch unabhängig als ein instrumentales Trio erhalten ist, ist vermutet worden, dass möglicherweise mehrere der Werke zunächst in kammermusikalischer Besetzung entstanden sind; da in allen anderen Fällen aber keine auswertbaren Quellen erhalten sind, lässt sich diese These weder beweisen noch widerlegen.

## Stil
In ihrer kontrapunktischen Anlage mit häufigen Fugen und dem Verzicht auf deutlich tanzorientierte Sätze folgen die sechs Sonaten der Tradition der Sonata da chiesa, sind allerdings nicht vier-, sondern nur dreisätzig. Nicht nur dies, sondern auch viele stilistische Details verdeutlichen den Einfluss der italienischen Konzertform, beispielsweise das ausgeprägte Ritornell der Sonate 6; ein in Stil und Aufbau sehr ähnliches Werk ist die Gambensonate g-Moll.

## Die einzelnen Sonaten

### Sonate 1 Es-Dur BWV 525
Sätze
- Es-Dur
- Adagio 12/8 c-Moll
- Allegro 3/4 Es-Dur

BWV 525, Themen der drei Sätze

Nach heutigem Forschungsstand liegt der Komposition ein originales Trio in F-Dur, wohl für Blockflöte, Oboe und Continuo, zugrunde.

### Sonate 2 c-Moll BWV 526
Sätze
- Vivace  c-Moll
- Largo 3/4 Es-Dur
- Allegro  c-Moll

Wolfgang Amadeus Mozart bearbeitete den zweiten und dritten Satz dieser Sonate für Streichtrio.

### Sonate 3 d-Moll BWV 527
Sätze
- Andante 2/4 d-Moll
- Adagio e dolce 6/8 F-Dur
- Vivace 3/8 d-Moll

Bach verwendete den langsamen Satz später als Mittelsatz für sein Tripelkonzert (BWV 1044) und fügte dazu eine vierte Stimme hinzu. Unabhängig davon bearbeitete Wolfgang Amadeus Mozart später den gleichen Satz für Streichtrio.

### Sonate 4 e-Moll BWV 528
Sätze
- Adagio  – Vivace 3/4 e-Moll
- Andante  h-Moll
- Un poco Allegro 3/8 e-Moll

Den ersten Satz aus langsamer Einleitung und Fuge verwendete Bach bereits in der Kirchenkantate Die Himmel erzählen die Ehre Gottes (BWV 76) – als ein Trio für Oboe d’amore, Viola da Gamba und Continuo. Man geht heute überwiegend davon aus, dass das gesamte Werk auf eine instrumentale Sonate dieser Besetzung zurückgeht – dies wäre eines der wenigen rekonstruierbaren Kammermusikwerke aus Bachs Weimarer Zeit.

### Sonate 5 C-Dur BWV 529
Sätze
- Allegro 3/4 C-Dur
- Largo 6/8 a-Moll
- Allegro 2/4 C-Dur

Eine Frühfassung des Mittelsatzes taucht in Bachs Weimarer Endfassung von Präludium und Fuge BWV 545 als Mittelsatz auf.

### Sonate 6 G-Dur BWV 530
Sätze
- Vivace 2/4 G-Dur
- Lento 6/8 e-Moll
- Allegro  G-Dur